# Bataille de la baie de Bantry
Guerre de la Ligue d'Augsbourg
Batailles
- Philippsbourg (1688)
- Sac du Palatinat (1689)
- Baie de Bantry (1689)
- Mayence (1689)
- Walcourt (1689)
- Fleurus (1690)
- Cap Béveziers (1690)
- La Boyne (1690)
- Limerick (1690)
- Staffarda (1690)
- Québec (1690)
- Coni (1691)
- Mons (1691)
- Leuze (1691)
- Aughrim (1691)
- La Hougue (1692)
- Namur (1692)
- Steinkerque (1692)
- Lagos (1693)
- Neerwinden (1693)
- La Marsaille (1693)
- Charleroi (1693)
- Saint-Malo (1693)
- Rivière Ter (1694)
- Camaret (1694)
- Texel (1694)
- Dieppe (1694)
- Bruxelles (1695)
- Namur (1695)
- Dogger Bank (1696)
- Carthagène (1697)
- Barcelone (1697)
- Baie d'Hudson (1697)

La bataille de la baie de Bantry est une bataille navale qui a lieu le 11 mai 1689 dans la baie de Bantry, dans le cadre de la guerre de la Ligue d'Augsbourg. La flotte de la Ligue était commandée par Arthur Herbert, 1er comte de Torrington tandis que la flotte française était aux ordres du marquis de Châteaurenault. En dehors des opérations côtières à La Rochelle en 1627-1628, la bataille de la baie de Bantry est la première bataille entre vaisseaux anglais et français depuis 1545.
La bataille eut lieu à proximité des côtes irlandaises du Sud-est et son issue parut indécise. Toutefois, les Français, dans leur optique d’aider le roi Jacques II d’Angleterre à recouvrer son trône, réussirent à ravitailler sa campagne irlandaise. Bien que la victoire tactique française ne fut pas suivie d’un gain stratégique substantiel, Châteaurenault parvient à infliger de sérieux dommages à la flotte anglaise.

## Contexte
À la suite de la Glorieuse Révolution de 1688, le Roi Jacques II d’Angleterre perdit son trône au profit de Guillaume III, Prince d’Orange qui régna conjointement avec sa femme Marie. Jacques II fuit vers la France où il obtint le soutien de Louis XIV dans sa reconquête du trône d’Angleterre. Dans sa démarche, Louis XIV soutint Jacques II pour deux raisons, d’abord le monarque français croyait sincèrement que les membres de la famille Stuart étaient les héritiers légitimes du trône d’Angleterre ; ensuite et surtout, Louis XIV vit un biais par lequel il eût pu éloigner les forces de Jacques II du théâtre des Pays-Bas espagnols, cible principale des deux monarques dans la suite de la guerre de la Ligue d'Augsbourg.
Durant son séjour en France, Jacques II leva une armée pour soutenir son Lord Deputy d'Irlande, le comte de Tyrconnell. Jacques II ne peut regagner en personne l’Irlande pour diriger la campagne qu’en 1689, même s’il avait envoyé des aides financières auparavant. Après qu’il eut débarqué à Kinsale en compagnie de cent officiers français et 2 500 hommes, Jacques II et le comte de Tyrconnell (qu’il avait fait duc pour l’occasion) gagnèrent Dublin. Jacques II espérait prendre rapidement le contrôle de l’Irlande avant de s’intéresser à l’Écosse ou l’Angleterre. Toutefois, il en fut empêché par les mouvements protestants irlandais bien établis et hors de son contrôle. À ce stade, et pour mettre l’Irlande à sa botte, Jacques II eut absolument besoin d’un soutien français, que Louis XIV devait lui faire parvenir par mers. Les parlementaires anglais s’inquiétant des tournures que prenaient la situation en Irlande décidèrent d’user de la Royal Navy pour contrer les plans de Jacques II.

## La bataille de la baie de Bantry, 11 mai 1689

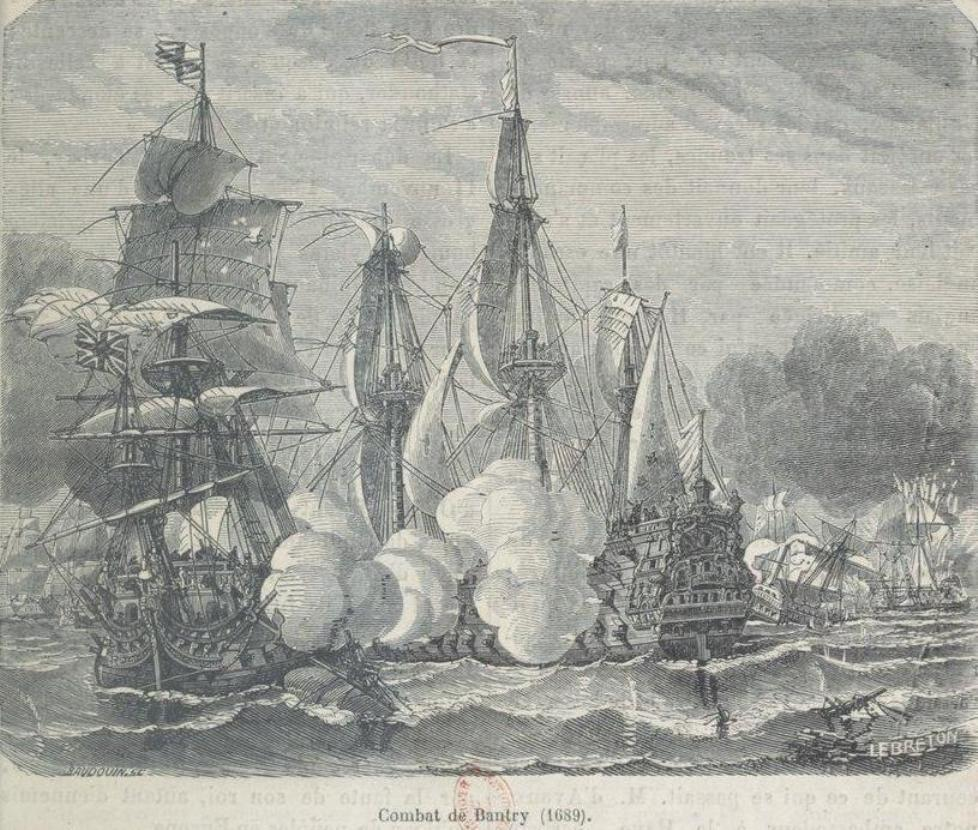
La bataille de Bantry vue par un illustrateur de la fin du XIXe siècle.

Le nouveau commandant-en-chef de la flotte anglaise, Arthur Herbert, prit la mer le 4 avril 1689 à la tête de dix-neuf navires, mais en laissa derrière lui de nombreux, dont les équipages s’étaient mutinés pour des salaires non payés. La flotte anglaise croisait au large de Cork le 12 avril, cherchant à intercepter les vaisseaux ennemis. La flotte française consistait en vingt-quatre vaisseaux de ligne de troisième et quatrième rangs, de deux frégates et de quelques brûlots. La cargaison de la flotte faisait état d’armes, de munitions, d’argent et de ravitaillement en général pour la campagne de Jacques II. Le départ de Brest eut lieu le 6 mai 1689.
Tandis que les Français s’approchaient de la côte sud de l’Irlande, l’escadre de l’amiral Herbert avait rendu le débarquement impossible à Kinsale, ce qui força le marquis de Châteaurenault à jeter l’ancre dans la baie de Bantry. Le lendemain, le 11 mai 1689, pendant que 1 500 hommes et du matériel étaient débarqués, la flotte anglaise rejoignit la flotte française. Les Français levèrent l’ancre dès qu’ils aperçurent les vaisseaux anglais ce qui engendra une bataille navale dans les eaux confinées de la baie. Initialement les deux flottes s’opposèrent formant deux lignes parallèles, mais Châteaurenault, qui avait l’avantage d’être au vent des vaisseaux anglais, réussit à déplacer la bataille vers la haute mer. Le combat qui s’ensuivit et qui dura quatre heures, s’avéra indécis, aucune des flottes ne prenant nettement l’avantage sur l’autre. Toutefois, les navires français étaient parvenus à protéger ceux qui déchargeaient le ravitaillement destiné à Jacques II d’Angleterre. Tard dans l’après-midi, lorsque les vaisseaux français rompirent le combat pour regagner les côtes françaises, la flotte anglaise avait subi de lourdes pertes et était trop endommagée pour prendre la poursuite.

## Conséquences
La flotte française se retirant, Châteaurenault regagna Brest le 18 mai, n’en ayant pas moins arraisonné sur la route du retour sept navires marchands hollandais en provenance des Indes Occidentales. De son côté l'amiral Herbert gagne d’abord les Îles Scilly, puis Plymouth et enfin Spithead qu’il atteignit le 22 mai. À la fois pour la France et l’Angleterre la bataille n’était pas satisfaisante ; bien que la flotte anglaise fût suffisamment endommagée pour être retenue deux mois à Plymouth, période durant laquelle les côtes irlandaises étaient libres de toute couverture anglaise, Châteaurenault ne profita pas de cet avantage, au grand dam de ses deux jeunes chefs d'escadre Job Forant et Jean Gabaret. Le prince d'Orange, Guillaume III d'Angleterre, était aussi insatisfait de l’issue du combat ; néanmoins, il fit Arthur Herbert Comte de Torrington, par reconnaissance pour le rôle que ce dernier avait joué durant la Glorieuse Révolution. De plus, le Roi fit chevalier deux capitaines qui secondaient Herbert : John Ashby et Cloudesley Shovell.
Pendant ce temps, Jacques II avait commencé le siège de Derry, dont la capture lui eût permis de communiquer directement avec les jacobites d’Écosse, trois frégates françaises sous les ordres du capitaine Duquesne pourvoyant à Jacques II son moyen de communication entre les terres d’Irlande et d’Écosse Pour parer au soutien français, le parlement d’Écosse assigna deux petits croiseurs, le Pelican et le Janet qui devaient museler les frégates françaises. Cependant, le 20 mai, Duquesne s’empare des deux vaisseaux écossais dans le canal du Nord.
La Ligue d'Augsbourg commença à renforcer sa flotte dans La Manche et bientôt trente-quatre navires de ligne britanniques et vingt hollandais, accompagnés de quatre frégates et dix-sept brûlots croisaient au large des Îles britanniques. Après un rendez-vous avec des navires ravitailleurs, la flotte anglo-hollandaise croisa au Sud de Kinsale pour empêcher la France de soutenir Jacques II plus avant en Irlande. Toutefois, quand la flotte de Châteaurenault quitta Brest et fut rejointe par l’escadre de Tourville, consistant de vingt navires de ligne et quatre frégates, elle mit le cap sur la baie de Biscay, ce qui ne mit pas en péril les communications anglaises avec l’Écosse ou l’Irlande comme escompté. Ainsi, les Français ne purent empêcher l’amiral Rooke de casser le siège de Londonderry le 10 août, ni l’armée de Schomberg de débarquer à Carrickfergus le 23 du même mois, en provenance d’Angleterre. Avec ce dernier renforcement, les troupes du Prince d’Orange atteignirent les quelque 40 000 hommes en Irlande.
À noter qu'un siècle plus tard deux expéditions navales française suivirent le même parcours et tentèrent de débarquer en baie de Bantry : Expédition d'Irlande (1796) ; Expédition d'Irlande (1798).